# Фурман, Эрнест Яковлевич
Эрнест (Эрнст) Яковлевич Фурман (1898—1939) — советский разведчик, капитан госбезопасности (20 декабря 1936).

## Биография
Родился в еврейской семье. Член РКП(б) c 1918 или 1922. В 1918—1920 служил в Красной армии, воевал на польском фронте, командир отряда особого назначения. С 1920 в органах государственной безопасности. В 1922—1925 находился в командировке за границей, работал в торговом представительстве в Берлине. В 1926—1930 работал в Госплане РСФСР. С марта 1933 начальник 7-го отделения ИНО ОГПУ. В 1937—1938 начальник 6-го отделения ИНО ГУГБ НКВД СССР. Проживал по адресу: Большой Комсомольский переулок, дом 3-А, квартира 42.
29 июня 1938 арестован, 25 февраля 1939 приговорён Военной коллегией Верховного суда СССР к высшей мере наказания по обвинению в шпионаже и участии в контрреволюционной террористической организации. Был расстрелян в день вынесения обвинительного приговора, захоронен на территории Донского крематория. Реабилитирован посмертно 16 марта 1957.